# Gary Williams (Fußballspieler)
Gary Williams (* 17. Juni 1960 in Wolverhampton) ist ein ehemaliger englischer Fußballspieler. Vielseitig einsetzbar, kam er zumeist als Außenverteidiger zum Zuge und war Teil der Mannschaft von Aston Villa, die zu Beginn der 1980er-Jahre sehr erfolgreich war und dabei 1981 die englische Meisterschaft sowie ein Jahr später den Europapokal der Landesmeister und den Super Cup gewann.

## Sportlicher Werdegang

### Aston Villa (1978–1987)
Nachdem Williams bereits seit 1975 Teil der Jugendmannschaft von Aston Villa gewesen war, folgte im Juni 1978 die Beförderung in den Profikader und in der anschließenden Saison 1978/79 setzte ihn Trainer Ron Saunders erstmals in der Erstligamannschaft ein. Sein Debüt fand am 16. September 1978 als Einwechselspieler gegen den FC Everton (1:1) statt und zwei Wochen später stand er erstmals gegen Nottingham Forest als linker Verteidiger in der Startelf. Williams spätere Lieblingsposition auf der rechten Seite stand bei Aston Villa zunächst nicht zur Debatte, da dort John Gidman und vor allem später Kenny Swain bevorzugt wurden. So absolvierte er 27 Pflichtspiele auf der rechten Abwehrseite, aber Verletzungen sorgten dafür, dass er in der Hackordnung hinter Mike Pejic und Colin Gibson zurückfiel. Im März 1980 lieh ihn sein Verein kurzzeitig an den Viertligisten und späteren Aufsteiger FC Walsall aus, bevor er in der Saison 1980/81 wieder in die Mannschaft zurückfand.

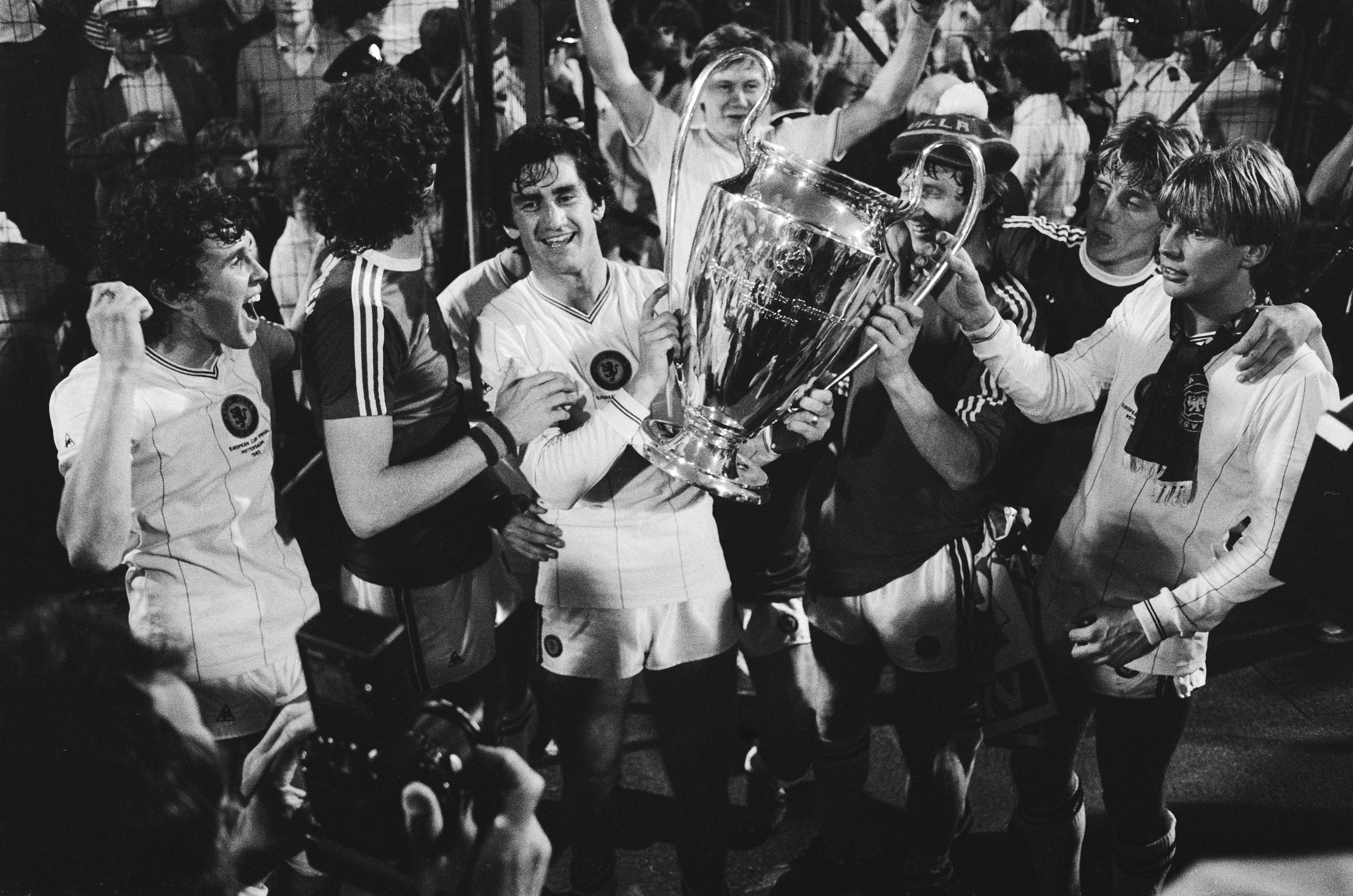
Gary Williams (links) mit Peter Withe, Dennis Mortimer, Tony Morley, Gary Shaw und Kenny Swain mit dem Pokal nach dem Finalsieg im Europapokal der Landesmeister gegen den FC Bayern München, 1982

Pejic hatte sich in der Zwischenzeit schwer verletzt und auch Gibson hatte sich neben der Neuverpflichtung Eamon Deacy nicht dauerhaft das Vertrauen des Trainers erworben, so dass Williams nach seinem Comeback ab November 1981 wieder regelmäßig auf der linken Seite agierte und insgesamt 22 Einsätze zum Gewinn der englischen Meisterschaft 1981 beisteuerte. Das Wechselspiel setzte sich auch in der Saison 1981/82 fort, als Gibson zunächst als Dauerlösung auf der linken Seite fungierte und Williams nur sporadisch rechts oder zentral in der Abwehr zum Einsatz kam. Nach dem Trainerwechsel von Saunders zu Tony Barton wechselte jedoch das Glück im Februar 1982 erneut auf seine Seite und bis zum Ende der Spielzeit war er „gesetzt“. Dabei war er auch Stammspieler auf dem Weg zum Gewinn des Europapokals der Landesmeister 1982 und feste Größe beim überraschenden 1:0-Finalsieg gegen den FC Bayern München.
Nach dem Weggang von Kenny Swain wechselte Williams kurz vor dem Jahreswechsel 1982/83 dauerhaft auf die rechte Seite und in der neuen Konstellation, die Gibson den linken Gegenpart einbrachte, errang der Verein im Januar 1983 im europäischen Supercup gegen den FC Barcelona (0:1, 3:0 n. V.) die letzte große Trophäe in der erfolgreichen Ära. Bis Mitte 1987 setzte sich ein sportlicher Abwärtstrend nach in Gang, der am Ende in den Abstieg in die Zweitklassigkeit mündete. Daraufhin beendete er seine zwölfjährige Verbindung zu den „Villans“ und wechselte zu Leeds United, das zu diesem Zeitpunkt ebenfalls in der Second Division kickte.

### Letzte Karrierestationen (1987–1994)
In Leeds war Williams anfänglich aufgrund seiner Allroundfähigkeiten sehr gefragt, agierte auf verschiedenen Position und dabei häufig in offensiveren Rollen als vorher. Das führte auch dazu, dass von ihm im Januar und Februar 1988 eine ungewohnte Torgefährlichkeit ausging. Nachdem er zuvor in über 250 Ligaspielen keinen einzigen Treffer erzielt hatte, schoss er nun gegen Bradford City, West Bromwich Albion und Leicester City gleich drei Tore. Unter dem neuen Trainer Howard Wilkinson fiel er nach Verletzungsproblemen dann aber einem grundlegenden Umbruch im Kader zum Opfer. In den folgenden beiden Jahren fügte er seinen 31 Meisterschaftseinsätzen nur noch acht weitere hinzu und blieb in der Aufstiegssaison 1989/90 komplett außen vor. Bereits im Januar 1990 kehrte er dem Klub in Leeds den Rücken und heuerte ablösefrei beim Second-Division-Konkurrenten FC Watford an.
Rund anderthalb Jahre blieb Williams in Watford und bekleidete dabei wieder verschiedene Positionen, bevor er sich nach insgesamt 42 Ligaeinsätzen zurück in den Norden Englands in Richtung des Drittligisten Bradford City verabschiedete. In Bradford blieb er bis zum Ende der Saison 1993/94 und schoss in 85 Ligaspielen fünf Tore, darunter seine letzten beiden Treffer per Elfmeter. Anschließend beendete er seine Profikarriere und agierte fortan nur noch für den unterklassigen Klub Garforth Town.

## Titel/Auszeichnungen
- Europapokal der Landesmeister (1): 1982
- Europäischer Supercup (1): 1982
- Englische Meisterschaft (1): 1981